# Hinge
Hinge是一款於2013年2月上线的在线约会应用程序。自2019年2月起，该应用程序劃歸Match Group旗下。2019年，美国总统候选人彼得·布塔朱吉透露他在Hinge上认识了现在的丈夫。 